# بنویت لومینو
بنویت لومینو (انگلیسی: Benoît Lumineau؛ زادهٔ) بازیکن فوتبال است.